# U-19-Fußball-Europameisterschaft 2019
Die Endrunde der 35. U-19-Europameisterschaft fand vom 14. bis zum 27. Juli 2019 in Armenien statt. Insgesamt nahmen acht Mannschaften daran teil, es gewann die  spanische Mannschaft.

## Vergabe
Das Exekutivkomitee des europäischen Verbandes der UEFA hat Armenien erstmals den Zuschlag für die Ausrichtung der U19-Europameisterschaft erteilt.

## Qualifikation
Die Qualifikation zu dem Turnier fand in zwei Stufen statt. Auf die erste Qualifikationsrunde, die im Herbst 2018 stattfand, folgte eine zweite Runde, Eliterunde genannt, die im Frühjahr 2019 ausgetragen wurde. Armenien ist als Gastgeber direkt qualifiziert.

### Erste Runde
Die Auslosung der ersten Runde erfolgte am 6. Dezember 2017 in Nyon. Deutschland als zweitbeste und Portugal als punktbeste Mannschaft der Dreijahreswertung sowie amtierender Europameister erhielten vorab je ein Freilos für die Eliterunde. Die übrigen 52 Teilnehmer wurden auf 13 Gruppen à vier Mannschaften aufgeteilt. Die Gruppenersten und -zweiten erreichten die Eliterunde im Frühjahr 2019. Österreich scheiterte in Gruppe 7 am Gruppenersten Ungarn und am -zweiten Slowenien, Liechtenstein schied ohne Punkt in Gruppe 1 gegen Israel, Aserbaidschan und Georgien aus.

### Eliterunde
Die Auslosung der Eliterunde fand am 6. Dezember 2017 in Nyon statt. In der Eliterunde wurden die verbleibenden Mannschaften in sieben Gruppen à vier Mannschaften eingeteilt. Jede Gruppe spielte ein Mini-Turnier in einem Land aus. Die sieben Gruppensieger der Eliterunde qualifizierten sich für die Endrunde. Die Eliterunde fand vom 20. bis zum 26. März 2019 statt. Deutschland traf in Gruppe 3, die in Kroatien spielte, neben dem Gastgeber auf Ungarn und Norwegen, wurde aber nur Zweiter und konnte sich dementsprechend nicht für die Endrunde qualifizieren. Die Schweiz spielte in Gruppe 5 gegen Gastgeber Frankreich sowie Israel und Polen und wurde Gruppenletzter, Belgien trat in Elite-Gruppe 7 gegen Gastgeber Italien sowie die Ukraine und Serbien an und konnte sich ebenfalls nicht qualifizieren.
Die Auslosung ergab folgende Gruppen (Reihenfolge nach Endplatzierung):
| Gruppe 1      | Gruppe 2     | Gruppe 3    | Gruppe 4      | Gruppe 5     | Gruppe 6   | Gruppe 7  |
| ------------- | ------------ | ----------- | ------------- | ------------ | ---------- | --------- |
| Irland        | Tschechien   | Norwegen    | Spanien       | Frankreich 1 | Portugal 1 | Italien 1 |
| Rumänien      | Griechenland | Deutschland | Niederlande 1 | Israel       | Schottland | Ukraine   |
| Russland 1    | England 1    | Kroatien 1  | Slowenien     | Polen        | Türkei     | Belgien   |
| Aserbaidschan | Dänemark     | Ungarn      | Wales         | Schweiz      | Zypern     | Serbien   |

## Teilnehmer
Gastgeber Armenien war automatisch für die Endrunde als Kopf der Gruppe A gesetzt. Die weiteren sieben Plätze gingen an die sieben Gruppensieger der Eliterunde, die bis zum 26. März 2019 ausgespielt wurde. Die Auslosung für die Endrunde fand nach Abschluss der Elite-Qualifikationsrunde statt.
- Armenien
- Frankreich
- Irland
- Italien
- Norwegen
- Portugal
- Spanien
- Tschechien

## Austragungsorte
Als Austragungsstätten wurden drei Stadien benannt. Alle Spielorte befinden sich in der armenischen Hauptstadt Jerewan.
| \| Jerewan \|      |
| Lage der Spielorte |
| Jerewan            |

| Jerewan |

## Vorrunde

### Modus
Die Vorrunde wird in zwei Gruppen mit jeweils vier Mannschaften ausgetragen. Die zwei Gruppensieger und Zweitplatzierten qualifizieren sich für das Halbfinale.
Wenn zwei oder mehr Mannschaften derselben Gruppe nach Abschluss der Gruppenspiele die gleiche Anzahl Punkte aufweisen, wird die Platzierung nach folgenden Kriterien in dieser Reihenfolge ermittelt:
a. höhere Punktzahl aus den Direktbegegnungen der betreffenden Mannschaften;
b. bessere Tordifferenz aus den Direktbegegnungen der betreffenden Mannschaften;
c. größere Anzahl erzielter Tore aus den Direktbegegnungen der betreffenden Mannschaften;
d. wenn es nach Anwendung der Kriterien a) bis c) eine Unterscheidung gab, dabei aber immer noch mehrere Mannschaften gleichauf liegen, werden die Kriterien a) bis c) auf die Direktbegegnungen der betreffenden Mannschaften erneut angewandt. Führt dieses Vorgehen keine Entscheidung herbei, werden die Kriterien e) bis h) angewandt;
e. bessere Tordifferenz aus allen Gruppenspielen;
f. größere Anzahl erzielter Tore aus allen Gruppenspielen;
g. Elfmeterschießen nach der letzten Begegnung, falls die beiden Teams auf dem Platz nach den bisherigen Kriterien gleichauf liegen und keine weitere Mannschaft gleich viele Punkte nach Beendigung des letzten Spiels hat;
h. geringere Gesamtzahl an Strafpunkten auf der Grundlage der in allen Gruppenspielen erhaltenen gelben und roten Karten (rote Karte = 3 Punkte, gelbe Karte = 1 Punkt, Platzverweis nach zwei gelben Karten in einem Spiel = 3 Punkte);
i. UEFA-Koeffizient bei der Auslosung zur Qualifikation;
j. Losentscheid.

### Gruppe A
| Pl. | Land     | Sp. | S | U | N | Tore    | Diff. | Punkte |
| --- | -------- | --- | - | - | - | ------- | ----- | ------ |
| 1.  | Portugal | 3   | 2 | 1 | 0 | 008:100 | +7    | 07     |
| 2.  | Spanien  | 3   | 2 | 1 | 0 | 007:300 | +4    | 07     |
| 3.  | Italien  | 3   | 1 | 0 | 2 | 005:500 | ±0    | 03     |
| 4.  | Armenien | 3   | 0 | 0 | 3 | 001:120 | −11   | 0      |

|                                                                                        |   |          |           |
| So., 14. Juli 2019 um 18:45 Uhr (16:45 Uhr MESZ) in Jerewan (Republikanisches Stadion) |   |          |           |
| Armenien                                                                               | – | Spanien  | 1:4 (0:1) |
| So., 14. Juli 2019 um 21:00 Uhr (19:00 Uhr MESZ) in Jerewan (Banants-Stadion)          |   |          |           |
| Italien                                                                                | – | Portugal | 0:3 (0:1) |
| Mi., 17. Juli 2019 um 18:45 Uhr (16:45 Uhr MESZ) in Jerewan (Banants-Stadion)          |   |          |           |
| Portugal                                                                               | – | Spanien  | 1:1 (0:1) |
| Mi., 17. Juli 2019 um 21:00 Uhr (19:00 Uhr MESZ) in Jerewan (Republikanisches Stadion) |   |          |           |
| Armenien                                                                               | – | Italien  | 0:4 (0:2) |
| Sa., 20. Juli 2019 um 21:00 Uhr (19:00 Uhr MESZ) in Jerewan (Republikanisches Stadion) |   |          |           |
| Portugal                                                                               | – | Armenien | 4:0 (1:0) |
| Sa., 20. Juli 2019 um 21:00 Uhr (19:00 Uhr MESZ) in Jerewan (FFA-Akademie-Stadion)     |   |          |           |
| Spanien                                                                                | – | Italien  | 2:1 (0:1) |

### Gruppe B
| Pl. | Land       | Sp. | S | U | N | Tore    | Diff. | Punkte |
| --- | ---------- | --- | - | - | - | ------- | ----- | ------ |
| 1.  | Frankreich | 3   | 3 | 0 | 0 | 005:000 | +5    | 09     |
| 2.  | Irland     | 3   | 1 | 1 | 1 | 003:300 | ±0    | 04     |
| 3.  | Norwegen   | 3   | 0 | 2 | 1 | 001:200 | −1    | 02     |
| 4.  | Tschechien | 3   | 0 | 1 | 2 | 001:500 | −4    | 01     |

|                                                                                        |   |            |           |
| Mo., 15. Juli 2019 um 18:45 Uhr (16:45 Uhr MESZ) in Jerewan (FFA-Akademie-Stadion)     |   |            |           |
| Norwegen                                                                               | – | Irland     | 1:1 (1:0) |
| Mo., 15. Juli 2019 um 21:00 Uhr (19:00 Uhr MESZ) in Jerewan (Republikanisches Stadion) |   |            |           |
| Tschechien                                                                             | – | Frankreich | 0:3 (0:1) |
| Do., 18. Juli 2019 um 18:45 Uhr (16:45 Uhr MESZ) in Jerewan (FFA-Akademie-Stadion)     |   |            |           |
| Tschechien                                                                             | – | Norwegen   | 0:0       |
| Do., 18. Juli 2019 um 21:00 Uhr (19:00 Uhr MESZ) in Jerewan (Banants-Stadion)          |   |            |           |
| Irland                                                                                 | – | Frankreich | 0:1 (0:0) |
| So., 21. Juli 2019 um 21:00 Uhr (19:00 Uhr MESZ) in Jerewan (Banants-Stadion)          |   |            |           |
| Frankreich                                                                             | – | Norwegen   | 1:0 (0:0) |
| So., 21. Juli 2019 um 21:00 Uhr (19:00 Uhr MESZ) in Jerewan (FFA-Akademie-Stadion)     |   |            |           |
| Irland                                                                                 | – | Tschechien | 2:1 (1:0) |

## Finalrunde

### Halbfinale
Die genaue Zuordnung der Halbfinalpartien zu Austragungsort und -zeit erfolgte nach dem Abschluss der Gruppenphase.
|                                                                                        |   |         |                |
| Mittwoch, 24. Juli um 18:00 Uhr (16:00 Uhr MESZ) in Jerewan (Banants Stadion)          |   |         |                |
| Portugal                                                                               | – | Irland  | 4:0 (2:0)      |
| Mittwoch, 24. Juli um 21:00 Uhr (19:00 Uhr MESZ) in Jerewan (Republikanisches Stadion) |   |         |                |
| Frankreich                                                                             | – | Spanien | 0:0, 3:4 i. E. |

### Finale
| Portugal                                                                                                 | Portugal | Spanien | Spanien |
| --- | --- | --- | ------- |
| Portugal                                                                                                 | \| Finale \| \| Samstag, 27. Juli 2019 um 20:30 Uhr (18:30 MESZ) in Jerewan (Wasken Sarkissjan Republikanisches Stadion) \| \| Ergebnis: 0:2 (0:1) \| \| Zuschauer: 7.150 \| \| Schiedsrichter: Irfan Peljto ( Bosnien und Herzegowina) \| \| Spielbericht \|  | \| Finale \| \| Samstag, 27. Juli 2019 um 20:30 Uhr (18:30 MESZ) in Jerewan (Wasken Sarkissjan Republikanisches Stadion) \| \| Ergebnis: 0:2 (0:1) \| \| Zuschauer: 7.150 \| \| Schiedsrichter: Irfan Peljto ( Bosnien und Herzegowina) \| \| Spielbericht \|                                     | Spanien |
| Portugal                                                                                                 | Celton Biai – Costinha, Gonçalo Loureiro, Gonçalo Cardoso, Tomás Tavares – Vitinha (64. Samú Costa), Diogo Capitão, Fábio Vieira (75. Dani Silva) – João Mário (57. Tiago Gouveia), Gonçalo Ramos, Félix Correia (76. António Gomes) Cheftrainer: Filipe Ramos | Arnau Tenas – Victor Gómez, Eric García, Hugo Guillamón, Juan Miranda – Moha Moukhliss (87. Víctor Mollejo), Antonio Blanco, Sergio Gómez (80. Ander Barrenetxea) – Ferran Torres (90. Víctor Chust), Abel Ruiz (90. Alejandro Marqués), Bryan Gil (80. Jandro Orellana) Cheftrainer: Santi Denia | Spanien |
| Portugal                                                                                                 | 0:1 Ferrán Torres (34.) 0:2 Ferrán Torres (51.) | | Spanien |
| Portugal                                                                                                 | Gonçalo Ramos (77.), Tomás Tavares (86.), Gonçalo Loureiro (90.+3’) | | Spanien |
| Finale                                                                                                   | | |         |
| Samstag, 27. Juli 2019 um 20:30 Uhr (18:30 MESZ) in Jerewan (Wasken Sarkissjan Republikanisches Stadion) | | |         |
| Ergebnis: 0:2 (0:1)                                                                                      | | |         |
| Zuschauer: 7.150                                                                                         | | |         |
| Schiedsrichter: Irfan Peljto ( Bosnien und Herzegowina)                                                  | | |         |
| Spielbericht                                                                                             | | |         |

## Beste Torschützen
Nachfolgend aufgelistet sind die besten Torschützen der Endrunde. Die Sortierung erfolgt nach Anzahl der geschossenen Tore, bei gleicher Trefferzahl sind die Vorlagen und danach die Spielminuten ausschlaggebend.
| Rang | Spieler       | Tore | Vorlagen | Spielminuten |
| ---- | ------------- | ---- | -------- | ------------ |
| 1    | Gonçalo Ramos | 4    |          | 268          |
| 2    | Vitinha       | 2    | 1        | 378          |
| 3    | Ferran Torres | 2    | 1        | 480          |
| 4    | Davide Merola | 2    |          | 160          |
| 5    | Juan Miranda  | 2    |          | 471          |

## Mannschaft des Turniers
Am 30. Juli 2019 wurde die Mannschaft des Turniers veröffentlicht. Der Turniersieger Spanien ist mit sechs Spielern vertreten.
| Torhüter    | Abwehr                                            | Mittelfeld                                   | Stürmer                                      | Bester Spieler |
| ----------- | ------------------------------------------------- | -------------------------------------------- | -------------------------------------------- | -------------- |
| Arnau Tenas | Víctor Gómez Eric García Oumar Solet Juan Miranda | Maxence Caqueret Antonio Blanco Fábio Vieira | Ferrán Torres Jonathan Afolabi Félix Correia |                |

## Schiedsrichter
Für das Turnier nominierte die UEFA insgesamt 6 Schiedsrichter sowie 8 Schiedsrichterassistenten. Dabei wurden keine festen Gespanne nominiert, sondern Schiedsrichter und Assistenten erst im Laufe des Turniers einander zugewiesen. Zudem kamen zwei Schiedsrichter aus dem Gastgeberland als Vierte Offizielle zum Einsatz.
| Schiedsrichter        | Assistenten         | Vierte Offizielle  |
| --------------------- | ------------------- | ------------------ |
| Anastasios Papapetrou | Theodoros Georgiou  | Suren Balijan      |
| Irfan Peljto          | Sagy Metzamber      | Sawen Howhannisjan |
| Kristo Tohver         | Aleksandr Radiuš    |                    |
| Filip Glova           | Luke Portelli       |                    |
| Nikola Dabanović      | Dawid Golis         |                    |
| Sergei Iwanow         | Valentin Avram      |                    |
|                       | Gregor Kordež       |                    |
|                       | Stéphane De Almeida |                    |